# Grêmio Esportivo Jaciara
Il Grêmio Esportivo Jaciara, noto anche semplicemente come Grêmio Jaciara, è una società calcistica brasiliana con sede nella città di Jaciara, nello stato del Mato Grosso.

## Storia
Il 15 giugno 1975, il club è stato fondato.
Nel 2007, il Grêmio Jaciara è stato finalista del Campionato Mato-Grossense, qualificandosi per il Campeonato Brasileiro Série C dello stesso anno.